# Billeter J
Billeter J ist ein 1954 vom Schweizer Statistikprofessor Ernst Peter Billeter eingeführtes Maß zur vergleichenden Beschreibung demographischen Alterns.

## Definition
Billeter schlägt vor, die Altersstruktur einer Bevölkerung mit Hilfe der Maßzahl J darzustellen.
{\displaystyle J={\frac {P_{0-14}-P_{50+}}{P_{15-49}}}}
- P0-14: Bevölkerung im Alter von 0 bis einschließlich 14 Jahren
- P15-49: Bevölkerung im Alter von 15 bis einschließlich 49 Jahren
- P50+: Bevölkerung im Alter von 50 Jahren und älter

Zur Berechnung von J können dabei sowohl absolute Bevölkerungszahlen als auch Bevölkerungsanteile verwendet werden.
J von Billeter ist der Quotient aus der Differenz des noch reproduzierenden Teiles der Bevölkerung (P0-14) abzüglich  des nicht mehr reproduzierenden Teiles der der Bevölkerung (P50+) dividiert durch den reproduktionsfähigen Teil der Bevölkerung (P15-49). Übersteigt der nicht mehr reproduzierende Teil den  noch reproduzierenden Teil wird der Quotient negativ (kleiner Null). Damit soll der Status einer Bevölkerung hinsichtlich seiner demographischen Entwicklungsmöglichkeiten dargestellt werden.

## Wertebereich
Der Wert von J kann dabei sehr unterschiedliche Werte annehmen, abhängig von der Altersstruktur einer Population.

### Positive Werte von J
J nimmt positive Werte an, wenn in einer Bevölkerung der Anteil der Jugendlichen größer ist als der Anteil der über 50-Jährigen. So weisen beispielsweise die Mehrzahl der Länder in Afrika und Asien hohe Werte auf, da hier bei hoher Geburtenrate und niedriger Lebenserwartung die Zahl der Kinder und Jugendlichen die Zahl der Alten deutlich übersteigt.

Nach Billeter haben solche Gesellschaften einen hohen Grad an demographischer Entwicklungsmöglichkeit, sind also stark wachsende Populationen.

### J gleich 0
Dieser Fall tritt ein, wenn die Zahl der unter 15-Jährigen der Zahl der über 50-Jährigen entspricht. Ein solches Verhältnis war in Europa etwa Ende der 50er Jahre zu beobachten.

### Negative Werte von J
J nimmt negative Werte an, wenn in einer Bevölkerung der Anteil der über 50-Jährigen größer ist als der Anteil der Kinder. In den westlichen Industrieländern liegen die Werte von J deutlich unter 0. Hier liegen die Geburtenraten unter dem Reproduktionsniveau. Gleichzeitig sorgen steigende Lebenserwartungen für ein zunehmendes Altern der Gesellschaften.

Auf die demographische Entwicklungsmöglichkeit bezogen sind das schrumpfende Populationen.